# Большедобринское сельское поселение
Большедобринское сельское поселение — муниципальное образование в Эртильском районе Воронежской области.
Административный центр — село Большая Добринка.

## Административное деление
В состав поселения входит один населенный пункт:
- село Большая Добринка.

## История
Большедобринский сельский Совет рабочих, крестьянских и красноармейских депутатов Полетаевской волости Тамбовской губернии, образован в 1918 году с центром в селе Большая Добринка.
В 1928 году с введением нового административного деления и образования районов Большедобринский сельский совет стал относиться к Полетаевскому району Тамбовской области.
В 1929 году организован первый колхоз, председателем которого выбрали М.А. Золотарева. Всего в колхозе было 135 дворов. Вскоре на территории поселков Платоновка, Щучье, Берёзовка и Красный организовано ещё 4 колхоза: им.Андреева, «Пролетарская Победа», им.Молотова, им.Горького, которые в начале 1957-х годов были слиты в колхоз К.Маркса с центром в селе Большая Добринка. Здесь же находился и сельсовет.
В 1938 году с образованием Эртильского района Воронежской области Большедобринский сельский Совет переходит в состав района.
В соответствии с Указом Президиума Верховного Совета РСФСР от 01.02.1963 г. «Об укрупнении сельских районов и изменении подчиненности районов, городов и рабочих поселков Воронежской области» территория Эртильского района входит в состав укрупнённого Аннинского района Воронежской области, в том числе и территория Большедобринского сельского Совета.
В соответствии с Указом Президиума Верховного Совета РСФСР от 12.01.1965 г. «Об изменениях в административно-территориальном делении Воронежской области» на основании решения Воронежского облисполкома от 14.01.1965 г.№32 «Об административно-территориальном составе районов и подчиненности городов и рабочих поселков области» Аннинский район разукрупняется, вновь образовывается, куда и вошла территория Большедобринского сельского Совета.
С принятием новой Конституции 7 октября 1977 года Большедобринский сельский Совет стал называться Большедобринским сельском Советом народных депутатов.
Постановлением главы администрации Воронежской области от 18.11.1991 г. № 11 «О главах администраций районов Воронежской области» упразднены исполкомы сельских Советов как исполнительно-распорядительные органы Советов с передачей их властных полномочий главам сельских администраций. На основании Указа Президента Российской Федерации от 09.10.1993 г. № 1617 «О реформе представительных органов местного самоуправления в Российской Федерации» администрация Воронежской области приняла постановление от 09.10.1993 г. № 614 «О представительных органах власти и органах местного самоуправления».Согласно этим документам деятельность Большедобринского сельского Совета народных депутатов прекратилась, его функции были переданы администрации Большедобринского сельсовета.
Законом Воронежской области от 15.10.2004 г. № 63-ОЗ «Об установлении границ, наделении соответствующим статусом,определении административных центров отдельных муниципальных образований Воронежской области» Большедобринскому сельсовету присвоен статус «Большедобринское сельское поселение».

## Русская православная церковь
- Храм во имя св. благоверного князя Александра Невского[3]